# Timothée Malendoma
Timothée Malendoma (Dekoa, 1935 – Bangui, 12 dicembre 2010) è stato un politico centrafricano.
È stato Primo ministro della Repubblica Centrafricana dal dicembre 1992 al febbraio 1993.